# 奉天军械厂
奉天军械厂，又称沈阳兵工厂或东三省兵工厂，其旧址位于辽宁省沈阳市大东区，是由奉系军阀张作霖下令修建的一座修械及制造枪弹工厂。

## 历史沿革
1921年，奉系军阀张作霖下令设立修械及制造枪弹工厂，称为奉天军械厂。
1922年4月张作霖大力整顿奉军，将奉天军械厂改为东三省兵工厂。在大东边门外，重新辟地建厂，并于厂房西侧，修筑站台，铺设铁轨，火车可直通厂内。先后增建炼钢厂，机器厂，锅炉房，水塔，水道等设备，并设立兵工学校。
1928年扩建完成，为当时全国规模最大的兵工厂。
1931年，试制10发自动步枪，并生产出样枪。九一八事变后，日军占领沈阳，改东三省兵工厂为关东军野战兵器厂，后改为奉天造兵所株式会社。
1944年12月7日及21日，美军两度空袭兵工厂，使之生产大受影响，1946年7月7日全厂复工。11月9日，成立兵工署第90工厂。
1947年成立辽阳、文官屯、抚顺三个分厂。试制成功美式冲锋枪。
中国共产党于1945年10月14日成立东北局军工部，1948年12月2日军工部接收沈阳兵工厂，使之成为当时最大的枪支生产中心。